# Ихсанов, Максим Фирдаусович
Максим Фирдаусович Ихсанов (31 мая 1985, Пермь) — российский биатлонист и тренер по биатлону, бронзовый призёр всемирной Универсиады, призёр этапа Кубка IBU, чемпион России. Мастер спорта России международного класса.

## Биография
Занимался биатлоном с 2002 года, до того занимался лыжными гонками в ДЮСШ «Добрянка» и спортивном клубе «Молот» (Пермский край). Выступал за спортивное общество «Динамо» и город Пермь. Тренеры — Василий Михайлович Конин, Иннокентий Александрович Каринцев, В. Б. Власов, С. А. Коновалов.
В 2001 году занял второе место на всероссийском турнире «Надежда» по лыжным гонкам. В 2004 году стал победителем I зимней Спартакиады учащихся России по биатлону.
Участвовал в юниорском чемпионате Европы 2005 года в Новосибирске, занял 10-е место в спринте и 14-е — в гонке преследования.
На всемирной зимней Универсиаде 2007 года стал бронзовым призёром в эстафете в составе сборной России, а также занял 19-е место в индивидуальной гонке, 10-е — в спринте и восьмое — в гонке преследования.
Участвовал в Кубке IBU в сезонах 2009/10 и 2010/11. Лучший результат — третье место в спринте на этапе в Бейтостолене в сезоне 2010/11.
На уровне чемпионата России выигрывал золотые медали в 2009 году в эстафете в составе команды Пермского края вместе с Виталием Норицыным, Сергем Клячиным и Артёмом Ушаковым, становился бронзовым призёром в индивидуальной гонке в 2010 году. Также становился призёром чемпионата России в летнем биатлоне.
По окончании спортивной карьеры перешёл на тренерскую работу. В 2012 году вошёл в тренерский штаб сборной России. По состоянию на 2016 год — старший тренер по резерву сборной России.

## Личная жизнь
В 2007 году окончил Чайковский государственный институт физической культуры (г. Чайковский, Пермский край).